# 島守の塔
『島守の塔』（しまもりのとう）は、2022年に全国公開された日本映画。
第二次世界大戦只中の沖縄県において、最後の官選知事として本土から派遣された島田叡を中心として沖縄戦のあらましを描く。

## 概要
沖縄県最後の官選知事である島田叡と元沖縄県警警察部長の荒井退造の目を通して、最後の沖縄戦における悲惨な実態を描いていく。出演は萩原聖人、村上淳、吉岡里帆、香川京子ほか。
原案は、田村洋三が著した『沖縄の島守 内務官僚かく戦えり』（中公文庫、2006年）。
2019年、島田叡の出身地である兵庫県の神戸新聞社や荒井退造の出身地である栃木県の下野新聞社を中心として製作委員会が結成され（#スタッフを参照）、9月25日、本作品の製作を発表。2020年、「映画『島守の塔』製作を応援する会沖縄」が結成され、1月22日、那覇市のホテルで結成式と説明会を実施。結成式に出席した監督を務める五十嵐匠は「島田さん、荒井さんの偉人伝を作るつもりは全くない」とした上で「鉄の暴風の中、極限状態の沖縄戦で人間は他人を思うことができるかというのがこの映画製作の最大のテーマである」と語った。
2020年3月25日、沖縄県うるま市の伊計島でクランクイン。4月下旬には、兵庫県神戸市や三田市などの兵庫ロケでクランクアップの予定だったが、新型コロナウイルス感染拡大防止のため、撮影休止。2021年11月に撮影を再開し、12月にクランクアップした。
尚、本編の一部には、写真・映像資料が使用されており、降伏を訴える米兵の音声も米国から借用されている。

## あらすじ
太平洋戦争が激化する中、沖縄県内では、アメリカ軍上陸に備える気運が高まっていた。郷土防衛で民間人が飛行場建設や陣地構築に駆り出され、本土疎開は対馬丸が魚雷攻撃で沈んだために第1陣から計画が進まず、駐屯中の日本軍は大本営から台湾への移動命令を受けて主戦力を削ることになった。駐屯軍は、少数でのゲリラ戦を覚悟し、島民たちが防空壕として利用するガマ (洞窟)に倣い、首里城地下にガマ (洞窟)を模した大規模な防空壕を掘り始めて決戦の地とする中、若く生真面目な比嘉凛は、「生きて虜囚の辱めを受けず」の精神を教え込まれながらも日本の勝利を信じていた。
昭和20年、前任者の怠慢から空席同然の官選県知事に、島田叡が牛島満司令官から推薦される。死を覚悟の上、居住する大阪へ家族を残して着任した島田だったが、反面、庁舎での赴任挨拶では童謡「てるてる坊主」の一節を歌い始め、島民たちと密造酒を飲んで歌い踊り、禁止されていた村芝居や飲酒・喫煙まで認めるようなおおらかな男だった。ゲリラ戦のために民間人を巻き込むことも厭わない冷徹な牛島司令官としばしば対立する島田だったが、先に本土から派遣された警察部長・荒井退造と空襲で妹以外の家族を失ったばかりに知事付きの世話係となった凛が支えとなっていく。南部の民間人が集団で北部へと避難するが、深刻な食料不足を抱えていたことから、単身、島田自ら台湾へ米の調達に赴くなど、軍の指示に従うことに苦悩しながらも可能な限り県民のために奔走した。
同年4月1日のアメリカ軍上陸後、島民はガマに潜み、野外病院や警察も地下に設置された。総攻撃をかけるも大敗した日本軍は、首里城地下の司令部を捨て、南部への進軍を決定。南部にいる15万人の島民も竹槍を持って戦えという軍部に逆らい、島田は島民の避難を主張する。一方、看護隊として学徒動員されていた凛の妹・由紀は、ガマの中で傷病兵の看病に勤しみ、命がけで遺体を運び花を添えながらも、仲間たちには務めて明るく振る舞っていた。しかし、突然の解散命令が下され、歩行可能な者に単独行動での南部進軍を命じられると、急ぎ足に数人が脱出していく中、動けない傷病兵のために居残った由紀たち女生徒たちだったが、アメリカ軍から毒ガス弾を投下されたために殉死を遂げていく。
最終戦を控え、日本軍が兵と共に行動させていた島民らの避難を決定すると、島田と荒井は、対応の遅れに憤りながらも、島民たちをまだ安全な可能性の残る知念半島へと必死に誘導した。妹の死を見届けた凛は、行き着いた摩文仁の壕でも頑なに玉砕の精神に忠実でいようしたが、島田は「生きろ」と叫び、帰ることを促す。島田は、凛に粉ミルク入りの缶を与えて立ち去らせると、警察部を含む沖縄県庁の解散を宣言し、従って来た職員や警官たちも逃がした。道中で倒れる凛だったが、意識を取り戻し銃を拾い構える時、島田の最後の叫びを思い起すのだった。
戦後、島田と荒井は壕から立ち去ったのちに消息不明のまま、沖縄平和祈念公園には両名の合同慰霊塔が建てられる。古びた缶を慰霊塔に供える老婦人には、島田の快活な「てるてる坊主」が頭に残っていた。

## キャスト
- 島田叡（沖縄県に於ける最後の官選知事） - 萩原聖人
- 荒井退造（沖縄県警察部長） - 村上淳[6]
- 比嘉凛（沖縄戦時）- 吉岡里帆[1]
  - 実在しない人物。監督の五十嵐は、この人物のモデルとして、県防空監視本部に勤務し、島田とも行動したことのある当時19歳の女性を挙げ、「島田に「絶対に生きるんだぞ」と言われていたことで、土壇場で自決を思いとどまったことを話していたそうで、あれは事実だったのです」と語る[5]。
- 比嘉由紀 - 池間夏海[4][7]
- 泉守紀（島田叡の前任の沖縄県知事） - 勝矢[1]
- 比嘉凛（戦後）- 香川京子

### その他のキャスト
- 牛島満（第三十二軍司令官・陸軍中将）- 榎木孝明
- 長勇（第三十二軍参謀長・陸軍少将）- 成田浬
- 八原博通（第三十二軍高級参謀・陸軍大佐）-　水橋研二
- 浦崎純（沖縄県人口課課長）-　石田佳央

## スタッフ
- 監督 - 五十嵐匠
- 脚本 - 五十嵐匠、柏田道夫[8]
- プロデューサー - 川口浩史
- 撮影 - 釘谷慎治
- 照明 - 山川英明
- 録音 - 池田雅樹、藤丸和徳
- 整音 - 瀬川徹夫
- 美術 - 黒瀧きみえ
- 装飾 - 鈴村高正
- 衣装 - 大塚満
- メイク - 薩广綾子
- 編集 - 宮島竜治
- 視覚効果 - 松本肇
- 音響効果 - 大河原将
- 音楽 - 星勝
- スクリプター - 宮下こずゑ
- 沖縄ことば指導 - 今科子
- 助監督 - 宮崎剛
- 製作担当 - 花山康大
- 配給 - 毎日新聞社、ポニーキャニオンエンタープライズ
- 製作 - 映画「島守の塔」製作委員会（下野新聞社、神戸新聞社、琉球新報社、沖縄タイムス社、毎日新聞社、サンテレビジョン、とちぎテレビ、クイック、井上総合印刷、ウィーンの森、ストームピクチャーズ、トロッコフィルム）
  - 製作委員長：嘉数昇明[2]（元沖縄県副知事、島田叡氏事跡顕彰期成会会長）

## 書籍
- 柏田道夫『映画ノベライズ 島守の塔』言視舎 2022年12月 ISBN 978-4-86565-240-6